# Kylie – Live In Dublin
Kylie – Live In Dublin je VHS sa snimcima s turneje Let's Get Do It Tour. Snimljen je tijekom njenog nastupa u Dublinu 8. studenog 1991.,a izdan u travnju 1992. godine. 

### Popis pjesama
1. "Step Back in Time"
2. "Wouldn't Change a Thing"
3. "Got to Be Certain"
4. "Always Find The Time"
5. "Let's Get To It"
6. "Word Is Out"
7. "Finer Feelings"
8. "I Should Be So Lucky (Extended Mix)"
9. "Love Train"
10. "If You Were with Me Now"
11. "Too Much Of a Good Thing"
12. "What Do I Have To Do?"
13. "I Guess I Like It like That"
14. "The Loco-Motion
15. "Shocked"
16. "Better the Devil You Know"

### Napomena
- Iako se pojavljuju na popisu pjesama turneje, Hand On Your Heart, Je Ne Sais Pas Pourquoi, Enjoy Yourself, Secrets i Tears On My Pillow su izrezane s VHS izdanja turneje.